# Forte Weisser Knott
Il forte Weisser Knott (Werk Weißer Knott in tedesco) è uno dei forti appartenenti all'impero austriaco costruiti in Alto Adige. Il forte appartiene al grande sistema di fortificazioni austriache al confine italiano.
Il forte è situato in Val Trafoi, lungo la strada dello Stelvio, ad un'altezza di 2.200 metri, nei pressi di altre postazioni campali che sorgevano nelle vicinanze.

## Storia
Il forte faceva parte dello "sbarramento Gomagoi", che comprendeva inoltre il forte Gomagoi e il forte Kleinboden, i quali assieme avevano il compito di difendere l'accesso dal passo dello Stelvio.

## Punti d'accesso al forte
Per raggiungere il forte bisogna oltrepassare il paese di Prato allo Stelvio, procedendo in direzione del Passo dello Stelvio.
Si oltrepassano i paesi di Gomagoi e di Trafoi e proseguendo si giunge ad un luogo di ristoro chiamato appunto Weißer Knott. Percorrendo ulteriori tornanti, si raggiunge un ulteriore posto di ristoro, dove percorrendo a destra il sentiero numero 16 che porta alla località Weißer Knott, si giunge al forte.